# Дан Кое
Дан Кое (рум. Dan Coe, 8 вересня 1941, Бухарест — 19 жовтня 1981, Кельн) — румунський футболіст, що грав на позиції захисника, зокрема за «Рапід» (Бухарест), а також національну збірну Румунії.
Чемпіон Румунії. 

## Клубна кар'єра
Народився 8 вересня 1941 року в місті Бухарест. Вихованець футбольної школи клубу «Рапід» (Бухарест). Дорослу футбольну кар'єру розпочав 1961 року в основній команді того ж клубу, в якій провів десять сезонів, взявши участь у 202 матчах чемпіонату. Більшість часу, проведеного у складі бухарестського «Рапіда», був основним гравцем захисту команди. 1967 року виборов титул чемпіона Румунії.
Протягом 1971—1973 років грав у Бельгії, де захищав кольори «Антверпена».
Завершив професійну ігрову кар'єру на батьківщині, у клубі «Дунай» (Галац), за команду якого виступав протягом 1973—1975 років.

## Виступи за збірну
1963 року дебютував в офіційних матчах у складі національної збірної Румунії. Протягом кар'єри у національній команді, яка тривала 9 років, провів у формі головної команди країни 41 матч, забивши 2 голи.
У складі збірної був учасником чемпіонату світу 1970 року у Мексиці, на якому був резервним гравцем і на поле не виходив.

## Подальше життя і смерть
Невдовзі після завершення ігрової кар'єри 1980 року він отримав дозвіл відвідати Бельгію, в якій виступав десятьма роками раніше. Проте колишній гравець перебрався до ФРН, де попросив політичного притилку і оселився у Кельні. 
У Німеччині він неодноразово публічно критикував політичну систему тодішньої соціалістічної Румунії. 19 жовтня 1981 року 40-річний на той час спортсмен був знайдений повішеним у своїй квартирі в Кельні. Оскільки незадовго до цього румун дав велике інтерв'ю радіо «Свобода», в якому критикував режим Ніколае Чаушеску, окрім самогубства можливою причиною смерті розгладалося вбивство агентами румунської таємною поліцією, проте формального розслідування не проводилося.  

## Титули і досягнення
- Чемпіон Румунії (1):

«Рапід» (Бухарест): 1966-1967